# 稲葉典通
稲葉 典通（いなば のりみち）は、戦国時代から江戸時代前期にかけての武将、大名。豊後国臼杵藩の第2代藩主。

## 生涯
祖父・稲葉良通や父・貞通と共に織田信長に仕えていたが、天正10年（1582年）の本能寺の変で信長が死ぬと羽柴秀吉に与した。このとき、父から家督を譲られている。天正13年（1585年）に官位と豊臣姓を下賜されたが、天正15年（1587年）の九州平定で秀吉の怒りを買って伊勢国朝熊に蟄居した。このため、稲葉氏の家督は父・貞通が再び継いだという。
文禄元年（1592年）、朝鮮出兵が始まると豊臣秀勝（秀吉の養子）に召し出されて朝鮮へ渡海し、戦功を挙げた。秀勝死後は豊臣秀次に仕えたが、文禄4年（1595年）の秀次事件で連座により処罰される。その後しばらくして、再び秀吉に仕えた。年代は不明だが、豊臣姓を下賜されている。慶長5年（1600年）の関ヶ原の戦いでは父と行動を共にし、慶長8年（1603年）の父の死により再び家督を継いだ。慶長19年（1614年）からの大坂冬の陣では徳川方に与して参戦し、翌年の大坂夏の陣では遅参した。
寛永3年（1626年）、江戸幕府第3代将軍・徳川家光の上洛に随行したが、直後に発病して、11月9日に臼杵にて病死した。享年61。死後、家督は長男・一通が継いだ。

## 系譜
父母
- 稲葉貞通（父）
- 斎藤道三の娘（母）

正室
- 定光院 ー 丹羽長秀の娘

子女
- 稲葉一通（長男）生母は定光院（正室）
- 本多貞虎室
- 諏訪忠恒正室
- 吉田浄元室